# Meina

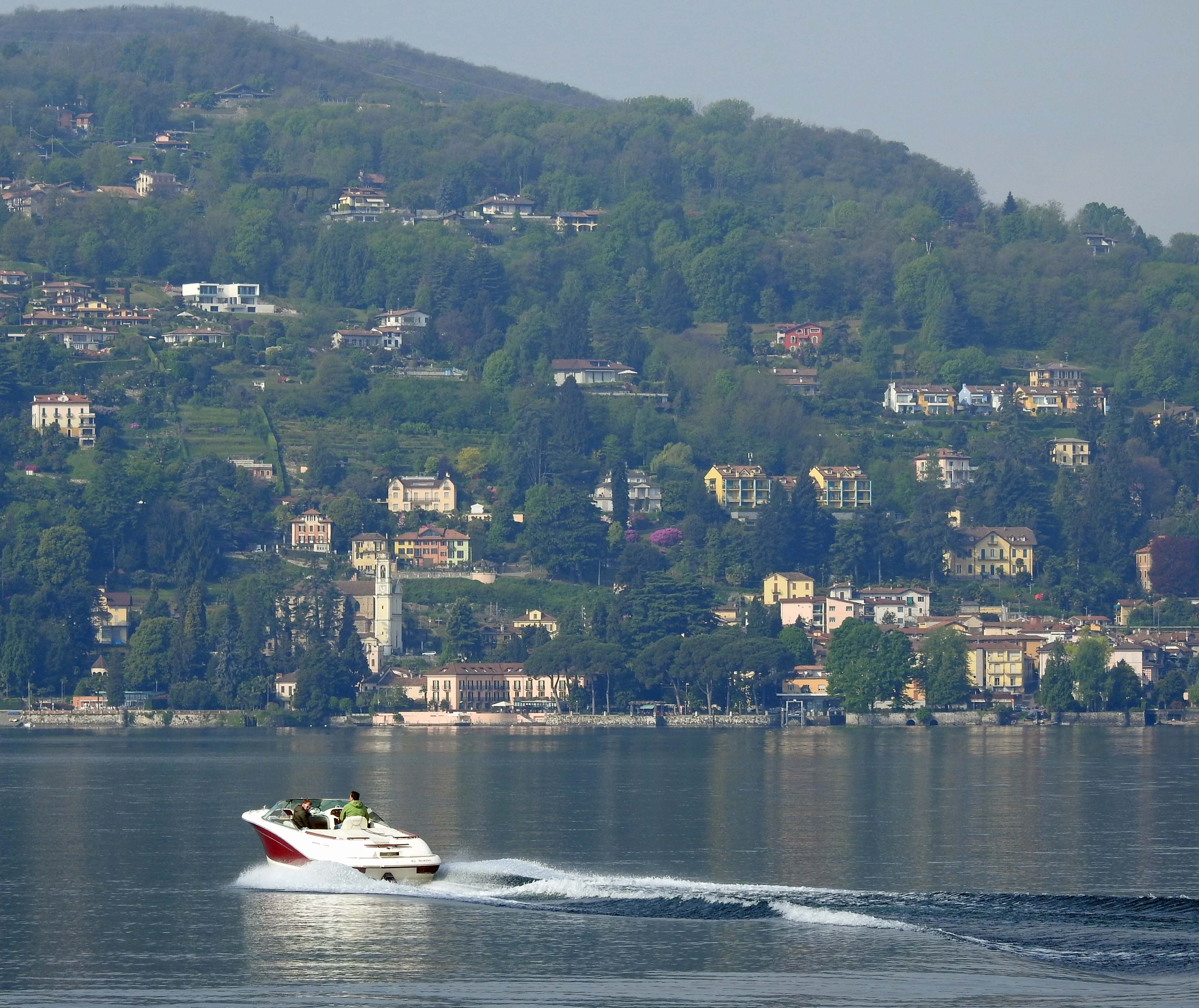
Meina am Lago Maggiore

Meina (piemontesisch und lombardisch Mèina) ist eine Gemeinde mit 2355 Einwohnern (Stand 31. Dezember 2023) am italienischen Westufer des Lago Maggiore, die zur Provinz Novara in der Region Piemont gehört.
Die nächsten größeren Orte sind im Norden Lesa und im Süden Arona.

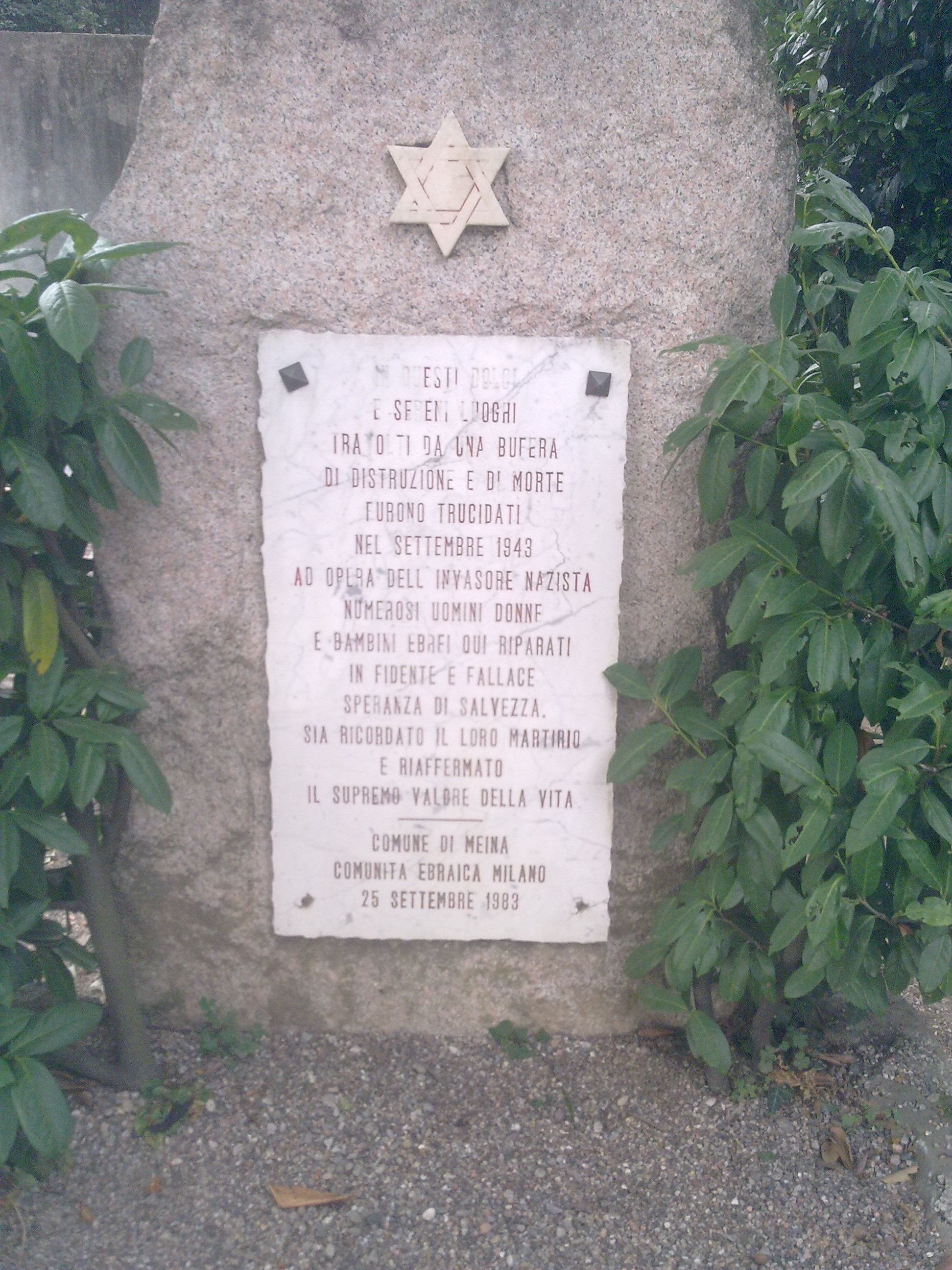
Gedenkstein für die Opfer des Massakers von 1943

Das heutige Gebiet der Stadt war bereits zur Bronzezeit bewohnt. Der Ort ist bekannt für seine prachtvollen Villen aus dem 18. und 19. Jahrhundert. Die palastartigen Gebäude, deren Baustile vom Klassizismus bis zum Jugendstil reichen, können am besten vom See aus überblickt werden. Weitläufige Parks umgeben die stattlichen Herrenhäuser. Erwähnenswert ist die Villa Faraggiana Ferrandi, die 1885 im neoklassizistischen Stil erbaut wurde und das Botanische Museum beherbergt.
Mitte September 1943 begingen Soldaten der deutschen Leibstandarte SS Adolf Hitler in Meina einen Massenmord an 16 Juden, die im Hotel Meina aus anderen Ländern Europas Zuflucht gefunden hatten. Dieses Massaker von Meina ist wohl das bekannteste Einzelereignis der ersten Massenmorde an Juden in Italien, ausgeführt von mindestens sechs Mitgliedern der Leibstandarte SS Adolf Hitler, Hans Röhwer, Hans Krüger, Herbert Schnelle, Friedrich Bremer, Oskar Schulz und Ludwig Leithe. Ein Gedenkstein im Parco della Fratellanza am Ortseingang (rechte Seite von Arona kommend) erinnert an diese Untat.

## Söhne und Töchter der Gemeinde
- Giovanni Moretti (1923–2018), katholischer Erzbischof und Diplomat des Heiligen Stuhls